# Otto Bartsch (Biologe)
Otto Bartsch (* 10. Februar 1881 in Konitz; † 23. April 1945) war ein deutscher Genetiker, Geflügelwissenschaftler und Publizist.

## Leben
Er war Honorardozent an der Landwirtschaftlichen Hochschule Berlin und wurde dort im Januar 1935 zum Honorarprofessor ernannt. Er beschäftigte sich mit Züchtungsgesellschaften und Vererbungslehre für Geflügelzüchter. Praktische Versuche unternahm er u. a. in dem von ihm bewohnten Forsthaus Schönwalde bei Berlin, Kreis Niederbarnim.
Als Schriftleiter gab er seit 1926 in Berlin das Archiv für Geflügelkunde heraus, das sich als Monatszeitschrift zur Förderung der Zusammenarbeit von Wissenschaft und Praxis verstand.
Er liegt auf dem evangelischen Friedhof in Schönwalde begraben.

## Werke (Auswahl)
- Die Beleuchtung der Zuchttiere in ihrem Einfluß auf Befruchtung der Eier, auf die Brut und die Aufzucht der Kücken, in: S. A. Archiv für Geflügelkde 12 (1938), H. 11/12, S. 313–333.
- (von Robert Gleichauf völlig neugestaltet): Züchtungs- und Vererbungslehre für Geflügelzüchter. Eine Einführung in die Vererbungs- u. Züchtungskunde nebst einer Zusammenstellung der bisher untersuchten Erbanlagen der Hühner sowie Anweisungen für die Anwendung der Züchtungsregeln in der Praxis, allgemeine Vererbungslehre sowie Genetik des Haushuhnes, 4., völlig neu gestaltete Aufl., Berlin, Stuttgart, 1972.